# Il Tempo (1917)
Il Tempo è stato un quotidiano del mattino fondato a Roma il 12 dicembre 1917 da Filippo Naldi.

## Storia

### Il ritardo nella fondazione (1915-1917)
Nel febbraio-marzo del 1915, durante la prima guerra mondiale, Filippo Naldi decise di fondare un quotidiano interventista a Roma. L'Italia non era ancora entrata in guerra: lo avrebbe fatto solamente in maggio. In quell'anno Naldi controllava già tre quotidiani interventisti: «il Resto del Carlino» di Bologna, «La Perseveranza» di Milano e il «Nuovo Giornale» di Firenze.
A Roma dominava il campo interventista «Il Messaggero», appartenente al gruppo editoriale rivale Pontremoli-Della Torre. Naldi decise di fondare un giornale concorrente del «Messaggero». Nella scelta del nome si ispirò al francese «Le Temps» e al londinese «The Times». L'operazione fu finanziata dalla Fiat.
In pochi mesi Naldi formò una redazione e nominò un amministratore. La linea politica sarebbe dovuta essere monarchico-liberale e filo-governativa. L'uscita del giornale fu però bloccata per oltre due anni. 
Gli storici non hanno ancora accertato l'identità di chi impedì l'uscita del quotidiano. È noto che, tra i personaggi più in vista della politica italiana del tempo, sia Giovanni Giolitti sia soprattutto Antonio Salandra (presidente del Consiglio dal novembre 1914 al 1916) furono contrari all'operazione di Naldi.

### Dal 1917 al 1922
Il giornale di Naldi poté apparire nelle edicole solo dopo Caporetto (cioè dopo la sconfitta che portò alla dissoluzione del gruppo liberale salandriano). «Il Tempo» fu presentato il 12 dicembre 1917. Ebbe sede dapprima in piazza Montecitorio 121. Tra il 1918 e il 1919 la società editrice acquistò Palazzo Wedekind, che divenne sede centrale del quotidiano.
Giovanni Papini fu responsabile della Terza pagina; Vincenzo Cardarelli scrisse come critico teatrale tra il 1918 e il 1919. Collaborarono anche Antonio Baldini, Roberto Longhi e il noto scrittore francese Georges Sorel.
All'inizio del 1919 Naldi fu affiancato nella conduzione da Mario Missiroli, proveniente, come Naldi, dal «Resto del Carlino». Missiroli lasciò dopo un semestre e venne sostituito da Roberto Villetti.
Nel 1922 la proprietà del giornale passò alla famiglia Agnelli (4 aprile). Dopo pochi mesi gli Agnelli decisero di chiudere il giornale, che non ebbe più i mezzi per continuare. L'ultimo numero uscì il 30 luglio 1922. Dopo aver chiuso «Il Tempo», gli Agnelli lo sostituirono con il «Giornale di Roma» (1922 - 1923), conservando i redattori della precedente testata. Il direttore fu Tomaso Monicelli, uomo vicino a Naldi.
A sua volta, il «Giornale di Roma» fu fatto chiudere nel luglio 1923 per favorire la nascita del «Corriere Italiano».

## Direttori
- Filippo Naldi (12 dicembre 1917 - aprile 1922)
  - Mario Missiroli, condirettore (gennaio-aprile 1919)
  - Roberto Villetti, condirettore (23 giugno 1920 - 10 novembre 1921)
- Tomaso Monicelli (aprile - 30 luglio 1922)